# Rainer Wöss

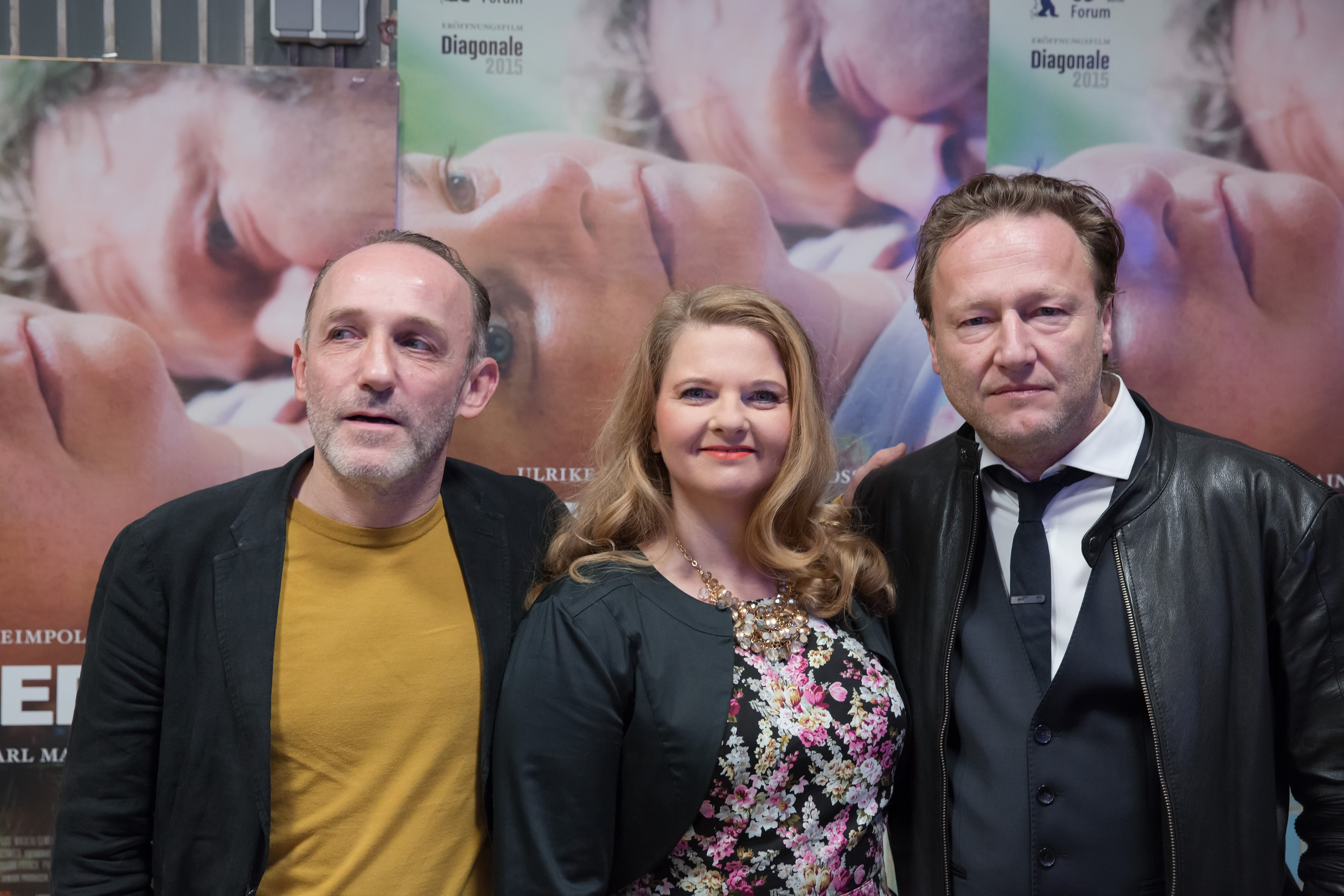
Rainer Wöss (r.) mit Ulrike Beimpold und Karl Markovics (2015)

Rainer Wöss (* 22. Mai 1962 in Linz) ist ein österreichischer Schauspieler. 

## Leben und Wirken
1981 begann Rainer Wöss seine Schauspielausbildung an der Anton Bruckner Universität in Linz, die er 1984 abschloss. Nach seiner Ausbildung widmete er sich zunächst dem Theater. Bis 2008 folgten Engagements an verschiedenen Bühnen des deutschsprachigen Raums wie u. a. Linz, Bregenz, Innsbruck, München, Stuttgart, Berlin (Maxim-Gorki-Theater, Deutsches Theater Berlin). Weitere wesentliche Stationen waren das Hans Otto Theater Potsdam, Garsington Opera Festival, Oper Köln sowie diverse Solos und Theatertourneen. In den letzten Jahren verlagerte sich sein Schwerpunkt zunehmend auf Film- und Fernsehproduktionen in Deutschland und Österreich. 2016 war Rainer Wöss nominiert für den „besten männlichen Darsteller“ des Österreichischen Filmpreises für seine Rolle in „Superwelt“ (Regie Karl Markovics). Außerdem gewann das Austro-Drama „Einer von uns“ mit Wöss den Max-Ophüls-Preis.
Rainer Wöss lebt mit seiner Ehefrau und der gemeinsamen Tochter in Berlin.

## Filmografie

### Kinofilme
- 2011: Die Angsthasen (Regie: Max Hegewald)
- 2011: Herbst (Regie: Patrick Guendera)
- 2012: Nordstrand (Regie: Florian Eichinger)
- 2015: Jack (Regie: Elisabeth Scharang)
- 2015: Einer von uns (Regie: Stephan Richter)
- 2015: Superwelt (Regie: Karl Markovics)
- 2017: Die Migrantigen (Regie: Arman T. Riahi)
- 2018: Erik & Erika (Regie: Reinhold Bilgeri)
- 2018: Murer – Anatomie eines Prozesses (Regie: Christian Frosch)
- 2018: Der Trafikant (Regie: Nikolaus Leytner)
- 2018: Ein wilder Sommer – Die Wachausaga (Regie: Anita Lackenberger)
- 2020: Ein bisschen bleiben wir noch (Regie: Arash T. Riahi)
- 2021: Alle für Uma (Tutti per Uma)

### Fernsehfilme
- 1999: Tränen des Vaterlandes (Regie: Christian Bauer)
- 2008: Ehrlich nah (Regie: Jana Fitzner)
- 2010: Rona und Nele (Regie: Silvia Chigona)
- 2012: Wie ich gelebt habe (Regie: Michael Pichlkastner)
- 2013: Rastlos (Regie: Jeanette Karstaedt)
- 2013: Spuren des Bösen (Regie: Andreas Prochaska)
- 2016: Die Stille danach (Regie: Nikolaus Leytner)
- 2018: Alt, aber Polt
- 2018: Die Muse des Mörders
- 2018: Das Wunder von Wörgl
- 2019: Ein Dorf wehrt sich
- 2019: Herzjagen
- 2024: Tödliche Schatten
- 2024: Die Liesl von der Post – Klapperstorch

### Fernsehserien und -reihen
- 2002: Hinter Gittern (Regie: Markus Ulbricht)
- 2005: Für alle Fälle Stefanie (Regie: Michael Knof)
- 2007: Verliebt in Berlin (Regie: Cornelia Dohm)
- 2009: SOKO Wismar (Regie: Hans-Christoph Blumenberg)
- 2012: München 7 (Regie: Franz Xaver Bogner)
- 2012: CopStories (Regie: Paul Harather)
- 2012, 2020: SOKO Kitzbühel (Regie: Gerald Liegel, Rainer Hackstock)
- 2013, 2019: SOKO Donau (Regie: Holger Gimpel)
- 2014: Im Schleudergang (Regie: Paul Harather)
- 2016: Tatort – Sternschnuppe
- 2017: Stadtkomödie – Herrgott für Anfänger
- 2018: Landkrimi – Steirerkind
- 2018: Landkrimi – Der Tote im See
- 2018: Meiberger – Im Kopf des Täters – Gefangen
- 2019: In aller Freundschaft – Die jungen Ärzte – Mein Herz
- 2019: Vienna Blood – Die letzte Séance
- 2020: Tödliche Geheimnisse – Das Versprechen
- 2020: Blind ermittelt – Zerstörte Träume
- 2021: Am Anschlag – Die Macht der Kränkung
- 2021: Landkrimi – Vier
- 2022: Spreewaldkrimi: Tote trauern nicht
- 2022: SOKO Linz – Women only
- 2022: Alles finster (Miniserie)
- 2025: Morden im Norden – Das Ende vom Lied